# Lino Monchieri
Lino Monchieri (Brescia, 19 febbraio 1922 – Brescia, 2 febbraio 2001) è stato uno scrittore e attivista italiano, direttore didattico e ispettore tecnico superiore del Ministero della Pubblica Istruzione.
Dotato di spirito eclettico, ha prodotto numerose opere spaziando in vari campi. È stato autore di testi scolastici, redattore e direttore di riviste di vario genere.
Testimone e storico della vicenda degli Internati militari della Seconda guerra mondiale, ha promosso e diretto una ricca collana memorialistica. Inoltre ha contribuito alla costituzione dell'ANEI, l'associazione degli ex internati e del fondo "V. E. Giuntella" presso la Fondazione Luigi Micheletti.
Maestro rigoroso e coerente di vita e di pensiero, ha rappresentato un sicuro punto di riferimento culturale. Ha sempre riconosciuto la scuola come mezzo di rinascita e di emancipazione e ha costantemente creduto nei giovani, quali costruttori di una società migliore.

## Biografia
Giuseppe Evelino Monchieri nacque il 19 febbraio 1922 a Brescia, in contrada delle Gabbiane, nella frazione di San Bartolomeo (dove il nonno possedeva una fucina di fabbro). Frequentò la scuola elementare a Borgo Trento, vicino alla storica fabbrica “OM”, in cui lavorava il padre come operaio. L’ambiente familiare fu di grande stimolo per le passioni che avrebbero caratterizzato tutta la sua vita: la lettura, la scrittura, il teatro. Si iscrisse all’Istituto Magistrale “Veronica Gambara” e frequentò il doposcuola presso l’oratorio della Pace, dove ricevette una formazione religiosa, cui si associava un intenso richiamo ai principi democratici, a un progresso sociale e a una crescita civile. Qui incontrò padre Ottorino Marcolini, padre Carlo Manziana, padre Giulio Bevilacqua e don Peppino Tedeschi e strinse particolari rapporti con Vittorino Chizzolini ed Emiliano Rinaldini. Nello stesso luogo ebbe modo di appassionarsi al cinema e, mediante la visione di tutti i film proiettati in Italia negli anni Trenta, conoscerne i massimi divi del tempo.
Si diplomò il 31 maggio del 1940 e, nell’ottobre dello stesso anno, cominciò a insegnare a Mairano. Nel 1941 venne chiamato da Chizzolini a prendere parte al Convegno Nazionale di Studi di Assisi destinato ai giovani maestri. Conobbe Gesualdo Nosengo e seguì le lezioni di Carlo Carretto, che lo spinse a specializzarsi nell’attività educativa e ad adottare lo pseudonimo Pista, che Monchieri avrebbe utilizzato come acronimo, con significati di volta in volta diversi. Vinto il concorso magistrale, dal ‘41 al ‘42 diventò titolare di una cattedra a Nave. Intraprese il corso di laurea in Lingue straniere all’Università di Venezia, ma dovette interrompere gli studi, essendo stato chiamato alle armi. Allievo ufficiale dell’aeronautica, di stanza a Padova, con l’armistizio dell’8 settembre del 1943 all’aeroporto della città, insieme a numerosi soldati, fu catturato e imprigionato nel campo di lavoro di Wietzendorf, nella Germania del Nord. Appartenne ai 600.000 militari internati italiani (IMI). Insieme ai suoi compagni rifiutò l’arruolamento nelle Forze armate della RSI, a costo della prigionia, piuttosto che risultare complice dei nazifascisti.
Liberato il 5 maggio 1945 dalle truppe canadesi dal campo di Wedderwaden, dopo un lungo viaggio, il 29 giugno tornò a Brescia, con l’idea che la sua esperienza dovesse essere fatta conoscere ai giovani e che dagli eventi bellici dovesse nascere l’esigenza di creare una nuova idea di Europa.
Nell’agosto del ’46 Chizzolini organizzò un convegno di studi ad Assisi, il Paedagogium, dove Monchieri fece conoscenza della vicentina Lina Tridenti, che avrebbe sposato il 26 giugno 1948 e che sarebbe stata compagna importantissima della sua vita.
Laureatosi in Pedagogia a Torino (il 29 marzo del 1947), su invito di Vittorino Chizzolini collaborò con l’Editrice La Scuola, dove divenne redattore e direttore di riviste scolastiche, autore di libri di testo e sussidiari, curatore di collane di narrativa e di divulgazione. Scrisse saggi, romanzi, racconti, storie, leggende e commedie. Contemporaneamente sviluppò il suo impegno didattico: fu maestro elementare a Travagliato, poi dirigente scolastico, infine dirigente superiore per i servizi ispettivi del Ministero della Pubblica Istruzione. Entrato in contatto con i padri della Pace, in particolare con Padre Ottorino Marcolini, diventò Presidente delle BIM (Bande Irregolari Marcoliniane), una particolare forma di associazionismo giovanile che rappresentava un’occasione di crescita e divertimento per molti giovani lavoratori. Espletò il suo fervore socio-politico nelle ACLI, nelle quali “nei primi anni di vita del Movimento, seguì i corsi professionali dei lavoratori che avevano abbandonato la campagna, in cerca di nuova occupazione e le scuole per acquisire il titolo di studio della scuola elementare”.
Fu Vicepresidente delle ACLI bresciane dal 1950 al 1953. Fu il primo direttore di ACLI bresciane.  Ebbe come punto di riferimento ideale, oltre che gli insegnamenti di Padre Marcolini, quelli di don Primo Mazzolari.
Manifestò il suo impegno civile e memorialistico nell’Anei (Associazione nazionale ex internati) di cui fu Consigliere Nazionale e Presidente della Commissione di Cultura a Roma per gli ex internati in Germania Diede origine alla collana “A futura memoria” con la pubblicazione di una trentina di titoli che diffondono la conoscenza delle vicende degli ex internati militari. Contribuì alla fondazione di un “Museo dell’Internato Ignoto” a Terranegra, in provincia di Padova e istituì il Fondo Nazionale di documentazione “Vittorio Emanuele Giuntella” presso la Fondazione Luigi Micheletti.
Morì a Brescia il 2 febbraio 2001.
Il suo nome è iscritto nel Famedio del Cimitero Vantiniano di Brescia.

## Opere
Lino Monchieri è stato uno scrittore prolifico e versatile. Tra le numerose opere, molte delle quali dedicate a bambini e ragazzi, degni di nota sono il "Diario di prigionia 1943-1945" e il romanzo “Buongiorno Europa”.
- Diario di prigionia 1943-1945

Il diario è frutto dell’esperienza vissuta nei campi di concentramento nazisti. Esso è stato giudicato da Vittorio Emanuele Giuntella «un autentico gioiello della letteratura memorialistica sulla deportazione degli italiani». Scrive lo storico: ”È il più bel libro che sia stato scritto di memorie del lager. Redatto effettivamente nel lager e non ricostruito dopo l’evento ha il pregio di un’autenticità che dà calore agli episodi, che racconta senza sottolineature e commenti. È una storia di oppressione, di fame, di freddo, di percosse, di morte, ma anche di coraggio, di fermezza, di consapevolezza politica che costituisce parte del nostro migliore patrimonio nazionale da far conoscere e tramandare”.
Monchieri annota le vicende della sua prigionia in diciotto quaderni che furono salvati nei lager e riportati a casa con l’aiuto dei suoi compagni, consapevoli dell’importanza di far conoscere quanto da loro vissuto. Questi sono depositati presso il Department of Documents dell’Empireal Museum of London. ”.
Il Diario conobbe 8 edizioni dal 1969 al 1999 e ricevette il premio della cultura della Presidenza del Consiglio.
- Buongiorno Europa

Buongiorno Europa è un romanzo autobiografico (Lino Monchieri incarna il personaggio di Michele) nato dall’esperienza nel lager di Walsrode, nel 1944. Una prima edizione uscì con il titolo La fattoria Busch per Tridenti Editore nel 1955.
Nel libro è ribadita l’importanza del valore della cultura, in cui Monchieri credeva fermamente

### Romanzi
- Un centurione per Cafarnao, La Scuola, 1953.
- La banda dell'H. T., La Scuola, 1954.
- La fattoria Busch, Tridenti, 1955.
- Brenno racconta, La Scuola, 1959.
- L'angelo custode, La Scuola, 1960.
- Ragazzi d'Ungheria, La Scuola, 1962.
- La notte più lunga, La Scuola, 1965.
- Gli avventurieri dell'Uranio, La Scuola, 1966.
- Il campione, Massimo, 1968.
- Leggende di Vallio, Apollonio, 1969.
- Giochi d'estate, Paoline, 1971.
- Il doppiomo astrale, La Scuola, 1972.
- L'uomo senza nome, Paoline, 1972.
- Uno più uno meno, La Scuola, 1972.
- Favole 2000, La Scuola, 1972.
- Fiabe e fiabe, La Scuola, 1973.
- C'era una volta..., La Scuola, 1973.
- Le favole del lupo e della volpe, La Scuola, 1973.
- Storie orientali, La Scuola, 1975.
- La lampada di Aladino, La Scuola, 1975.
- Favole antiche sempre nuove, La Scuola, 1976.
- Tutti i giorni a Milano, Paoline, 1976.
- Statua di marmo, La Scuola, 1979.
- Quel lungo treno, La Scuola, 1980.
- La banda del walkie-talkie, La Scuola, 1981.
- Ragazzi del Lager, La Scuola, 1982.
- Rivolta delle cose, Armando, 1984.
- Germania andata e ritorno, La Scuola, 1986.

### Saggi
- Emilio Salgari, La Scuola, 1955.
- Invenzioni meravigliose, La Scuola, 1965.
- La tromba dello spirito, Paoline, 1970.
- Spartaco contro Roma, Janus, 1971.
- Non dimenticare, ANEI, 1979
- Lincoln, Fabbri, 1981.
- Colombo, Fabbri, 1982.
- Lettera ad Heinrich, ANEI, 1983.